# Transnistrische roebel
De roebel (Moldavisch: рублэ транснистрянэ; Russisch: приднестровский рубль) is de munteenheid van Transnistrië. Eén roebel is honderd kopeken. Aangezien Transnistrië internationaal niet erkend wordt is er geen ISO 4217-code voor de munt. Sommige Transnistrische organisaties, zoals Gazprombank en Agroprombank, gebruiken echter de code PRB.

## Geschiedenis

### Eerste roebel (1994)
De eerste Transnistrische roebel werd in 1994 uitgegeven door de Transnistrische Republikeinse Bank als nationale munteenheid van de Pridnestrovische Moldavische Republiek. Het doel was te voorkomen dat mensen uit andere landen hun oude (waardeloze) roebels op de Transnistrische markt zouden dumpen. De uitgifte bestond uit oude (Sovjet-)Russische roebels, van data 1961-1992, met een speciale opgeplakte papieren zegel (met de beeltenis van Aleksandr Soevorov). Deze biljetten vervingen oude Russische en Sovjet-Russische bankbiljetten a pari.

### Tweede roebel (1994-2000)
De eerste tijdelijke roebel werd al snel vervangen, de tweede roebel verscheen in augustus 1994, tegen een koers van 1 nieuwe roebel = 1000 oude roebels. De munteenheid bestond alleen uit bankbiljetten en had te lijden onder hoge inflatie, wat de centrale bank ertoe dwong oude bankbiljetten te overdrukken met een hogere waarde. Er zijn biljetten (50 tot 5000 roebel) met een datering van 1993, hoewel ze pas in 1994 in circulatie kwamen.

### Derde roebel (2000 - nu)
In 2000 werd een nieuwe roebel geïntroduceerd tegen een koers van 1 nieuwe roebel = 1 000 000 oude roebels. Er zijn zowel munten als bankbiljetten van de nieuwe munteenheid. De nieuwe munteenheid heeft ondanks economische blokkades van Moldavië minder te lijden onder inflatie, die op ongeveer 10% per jaar ligt.

## Huidige uitgiften
Er zijn munten van 1, 5, 10, 25 en 50 kopeken; deze zijn gemaakt van aluminium of koper en zink. Ze hebben allemaal hetzelfde ontwerp met de waarde tussen twee korenaren op de voorkant en de landsnaam (in het Russisch), het jaar van uitgifte en het wapen van Transnistrië op de achterkant. Het ontwerp lijkt sterk op dat van oude Sovjet-Russische munten. Transnistrische munten worden geslagen in Warschau. Er zijn ook verschillende series munten uitgegeven voor speciale herdenkingen en gelegenheden. Deze munten hebben vaak een veel hogere waarde.
Op 22 augustus 2014 bracht de Republikeinse bank van Transnistrië als eerste land ter wereld plastic munten in omloop. Deze munten hebben de waarden 1, 3, 5 en 10 roebel. De munten vervingen de gelijkwaardige bankbiljetten vanwege de lage waarde van de deze biljetten. De munten hebben alle vier een andere vorm. De munt van 1 roebel is rond, de 3-roebel vierkant, de 5-roebel vijfhoekig en de 10-roebel is zeshoekig. Op elke munt staat een beroemde volksheld(in) afgebeeld.
Bankbiljetten worden uitgegeven door de Transnistrische Republikeinse Bank (Приднестровский Республиканский Банк) in denominaties van 1 tot 500 roebel.
| Serie uit 2000 | Serie uit 2000 | Serie uit 2000 | Serie uit 2000              | Serie uit 2000                                                                         | Serie uit 2000 | Serie uit 2000 |           |
| Waarde         | Grootte        | Hoofdkleur     | Beschrijving                | Beschrijving                                                                           | Datum van      | Datum van      | Datum van |
| Waarde         | Grootte        | Hoofdkleur     | Voorzijde                   | Achterzijde                                                                            | druk           | uitgifte       |           |
| -------------- | -------------- | -------------- | --------------------------- | -------------------------------------------------------------------------------------- | -------------- | -------------- | --------- |
| 1 roebel       | 129 × 56 mm    | Oranje         | Aleksandr Soevorov          | Monument van Chițcani                                                                  | 2000           | 2000           |           |
| 5 roebel       | 129 × 56 mm    | Blauw          | Aleksandr Soevorov          | Distilleerderij Kvint                                                                  | 2000           | 2000           |           |
| 10 roebel      | 129 × 56 mm    | Bruin          | Aleksandr Soevorov          | Klooster Novo-Nyametsky                                                                | 2000           | 2000           |           |
| 25 roebel      | 129 × 56 mm    | Rood           | Aleksandr Soevorov          | Kasteel van Bender                                                                     | 2000           | 2000           |           |
| 50 roebel      | 129 × 60 mm    | Groen          | Taras Sjevtsjenko           | Presidentieel paleis / gebouw van de regering                                          | 2000           | 2000           |           |
| 100 roebel     | 129 × 60 mm    | Paars          | Dimitrie Cantemir           | Kathedraal van de Geboorte van Christus, Tiraspol                                      | 2000           | 2000           |           |
| 200 roebel     | 135 × 64 mm    | Donkerbruin    | Peter Rumyantsev-Zadunaisky | Slag bij Groß-Jägersdorf op 21 juli 1757                                               | 2004           | 2004           |           |
| 500 roebel     | 140 × 68 mm    | Donkergroen    | Catharina II van Rusland    | Decreet van de stichting van Tiraspol van Catharina II, en de plattegrond van een fort | 2004           | 2004           |           |

In 2007 werden er nieuwe bankbiljetten uitgegeven in denominaties van 1 tot 100 roebel. Deze hebben hetzelfde thema (maar wel een aangepast ontwerp) als de bankbiljetten van de vorige uitgifte (2000) en zijn ook in vergelijkbare kleuren uitgegeven.